# Franz Heesche

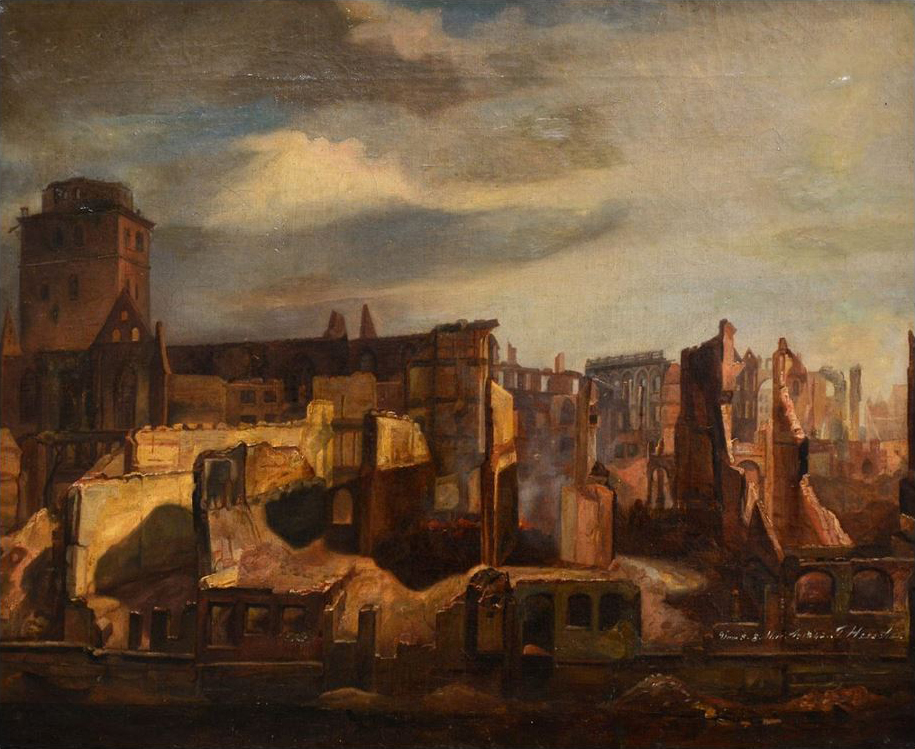
Hamburg nach dem Großen Brand (mit Blick auf St. Nikolai), 1842

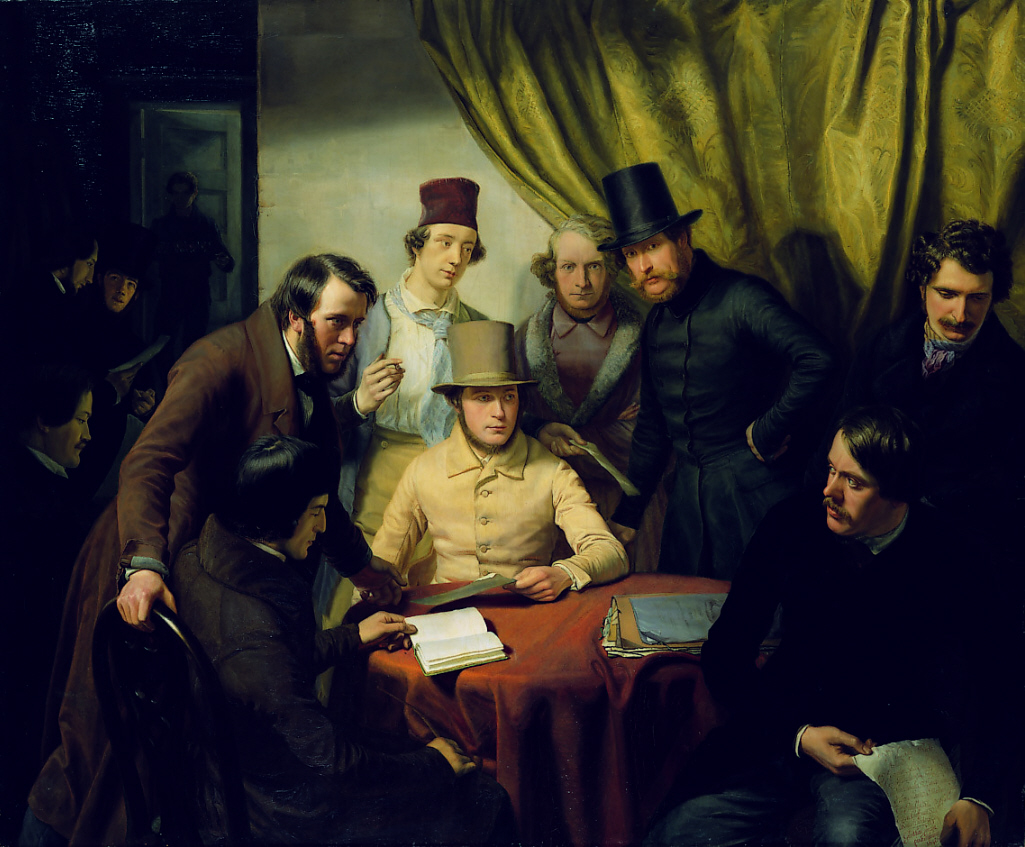
Franz Heesche, links am Tisch sitzend, auf dem Gemälde Die Mitglieder des Hamburger Künstlervereins von Günther Gensler, 1840, Hamburger Kunsthalle

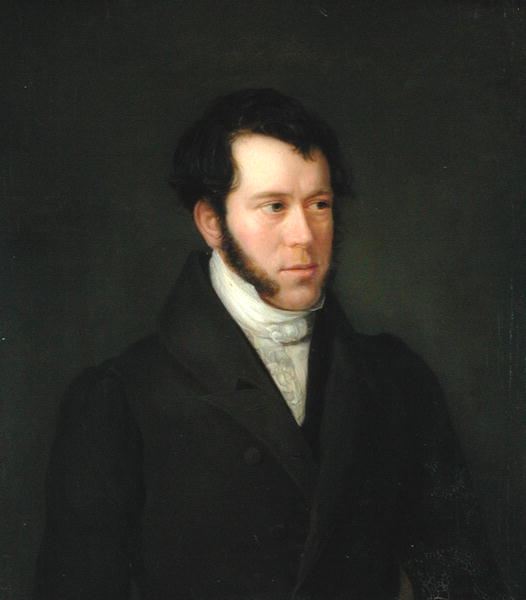
Porträt des Malers Günther Gensler, 1833, Hamburger Kunsthalle

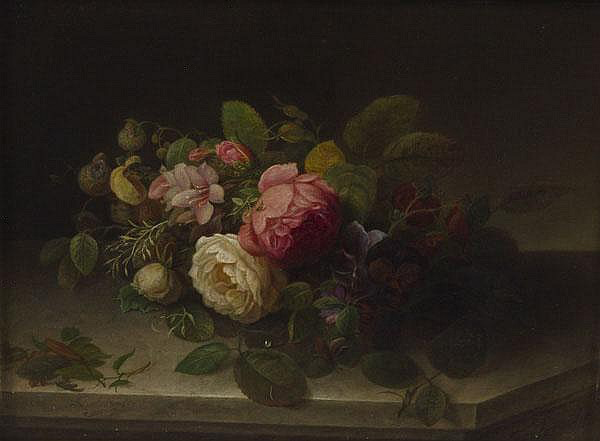
Stillleben mit Rosen

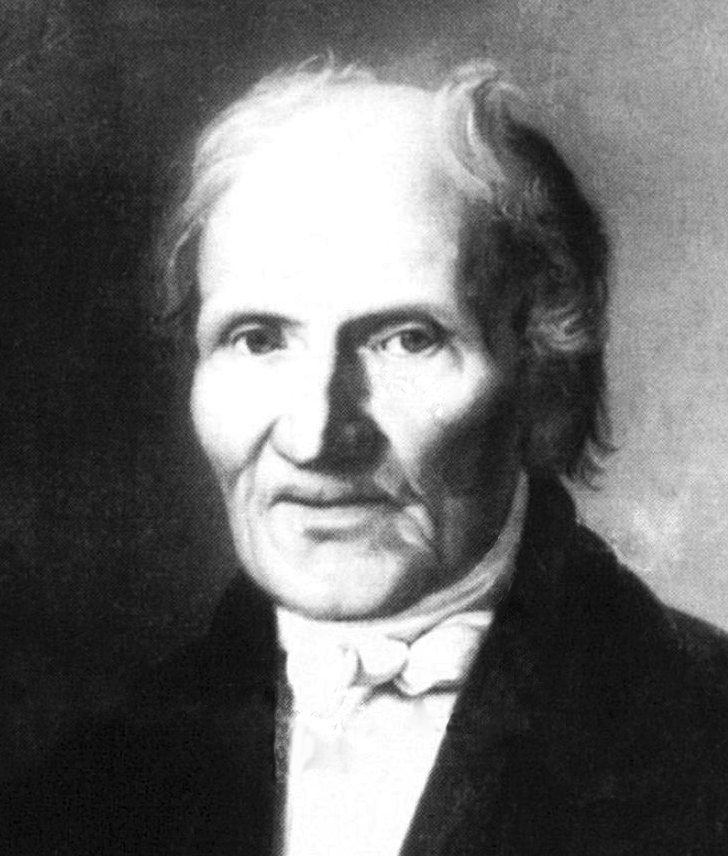
Porträt des Malers Gerdt Hardorff (Ausschnitt), 1856, Hamburger Kunsthalle (Schwarz-Weiß-Abbildung)

Franz Heesche (* 7. September 1806 in Hamburg; † 5. März 1876 ebenda) war ein deutscher Maler, Zeichner und Radierer der Hamburger Schule.

## Leben
Franz Heesches Vater, der ebenfalls Franz mit Vornamen hieß, betrieb eine Teehandlung mit Tabakfabrik in Hamburg. Franz Heesche malte ihn einmal als Tabakfabrikanten im Schlafrock, der mit einem Arbeiter in der Tabakfabrik ein Gespräch führt. Das Gemälde ist heute Teil der Sammlung der Hamburger Kunsthalle.
Franz Heesche war ein Schüler von Gerdt Hardorff (dem Älteren). Nach seinem Studium in Dresden studierte er ab 1828 an der Akademie der Bildenden Künste in München. 1829 wurde er von Jacob Gensler gezeichnet. Im Jahre 1835 war sein Atelier in der Karlstraße 16. Er stand in Verbindung mit der Hamburger Künstlerkolonie in München. 1836 reiste er über Wien nach Hamburg. Nach einer Weile folgte eine Studienreise nach Paris. 1845 befand sich sein Atelier in der Alten Gröningerstrasse 15 in Hamburg. Später arbeitete über Jahre hinweg in Rostock und Bützow, bis er wieder nach Hamburg zurückkehrte.
Franz Heesche galt als ein Vertreter der Hamburger Schule und war ein Gründungsmitglied des Hamburger Künstlervereins, der 1832 gegründet wurde. In dem Gemälde Die Mitglieder des Hamburger Künstlervereins von Günther Gensler, das 1840 entstand, ist er mit zehn weiteren Hamburger Künstlern und einem Diener abgebildet. Franz Heesche wird links am Tisch sitzend gezeigt. Der abgebildete Raum auf dem Gemälde stellt den oberen großen Raum des Baumhauses am Baumwall dar, wo zu der Zeit die Mitglieder des Hamburger Künstlervereins sich im Sommer immer sonnabends trafen. Im Winter trafen sie sich im Ratsweinkeller des Eimbeckschen Hauses bis zum Großen Brand 1842.
Franz Heesche ist mit Werken unter anderem in den Sammlungen der Hamburger Kunsthalle des Kunstvereins in Hamburg und des Heimatmuseums Warnemünde vertreten.

## Ausstellungen (Auswahl)
- 1836: Ausstellung im Kunstverein in Hamburg[5]
- 1839: Ausstellung im Schauspielhaus in Hamburg, Gemälde Der Knabe, welcher die Flöte bläst[6]
- 1840: Ausstellung des Hamburger Künstlervereins anlässlich des Besuches des dänischen Königs Christian VIII. und seiner Gemahlin Caroline Amalie in der Halle des Hammer Hofes von Karl Sieveking im Hammer Park, Gemälde Des Malers Werkstätte
- 1858: Fünfzehnte Gruppenausstellung des Hamburger Künstlervereins im Kunstverein in Hamburg
- 1875: Aquarell-Ausstellung im Kunstverein in Hamburg[7]

Postum
- 1909: Ausstellung im Kunstverein in Hamburg
- 1932: Hundert-Jahr-Ausstellung des Hamburger Künstlervereins von 1832 in der Hamburger Kunsthalle – Drei Ölgemälde (Porträts): Victor Emil Janssen, Günther Gensler und ein Selbstporträt[8]

## Werke (Auswahl)
Maße: Breite × Höhe
- Um 1829: Bildnis Johann Carl Koch, Bleistift auf Papier, 8,9 × 11 cm – Hamburger Kunsthalle, Kupferstichkabinett
- 1829: Bildnis Jacob Gensler, Bleistift auf Papier, 11,4 × 12,7 cm – Hamburger Kunsthalle, Kupferstichkabinett
- 1829: Bein- und Fußstudien, Bleistift auf Papier, 20 × 14,3 cm – Hamburger Kunsthalle, Kupferstichkabinett
- 1830: Der Maler Victor Emil Janssen, unvollendet, Öl auf Leinwand, auf Pappe aufgelegt, 12,5 × 16,3 cm – Ausgestellt 1932 in Hamburg – Hamburger Kunsthalle[9]
- 1833: Porträt des Malers Günther Gensler, Öl auf Holz, 24 × 27 cm – Ausgestellt 1932 in Hamburg – Hamburger Kunsthalle
- Vor 1840: Der Knabe, welcher die Flöte bläst – Ausgestellt 1839 in Hamburg
- Vor 1841: Des Malers Werkstätte – Ausgestellt 1840 in Hamburg
- 1842: Hamburg nach dem Großen Brand (mit Blick auf St. Nikolai), Öl auf Leinwand, 58,42 × 50,17 cm
- 1847: Porträt der Katharina Kräft, Öl auf Leinwand – Heimatmuseum Warnemünde
- 1856: Porträt des Malers Gerdt Hardorff (dem Älteren) – Hamburger Kunsthalle
- 18??: Studienkopf – Hamburger Kunsthalle
- 18??: Selbstporträt, Ölgemälde – Ausgestellt 1932 in Hamburg – Hamburger Kunsthalle
- 18??: Der Vater des Künstlers als Tabakfabrikant im Schlafrock, der mit einem Arbeiter in der Tabakfabrik ein Gespräch führt, Gemälde – Hamburger Kunsthalle
- 18??: Stillleben mit Rosen, Öl auf Leinwand, 35 × 27, 5 cm
- 18??: Porträt Carl Martin Laeisz
- 18??: Porträt Dorette Laeisz (Ehefrau von Carl Martin Laeisz)
- 18??: Porträt Dr. R. G. Behrmann